# فرنسيس تام
فرنسيس تام (بالصينية: 譚伯源) هو سياسي صيني، ولد في 1949. انتخب عضو في اللجنة الوطنية لجمهورية الصين الشعبية خلال فترته النيابية ‏ وانتخب Secretary for Economy and Finance ‏ (20 ديسمبر 1999 – 19 ديسمبر 2014).